# Gertrudis Gómez de Avellaneda

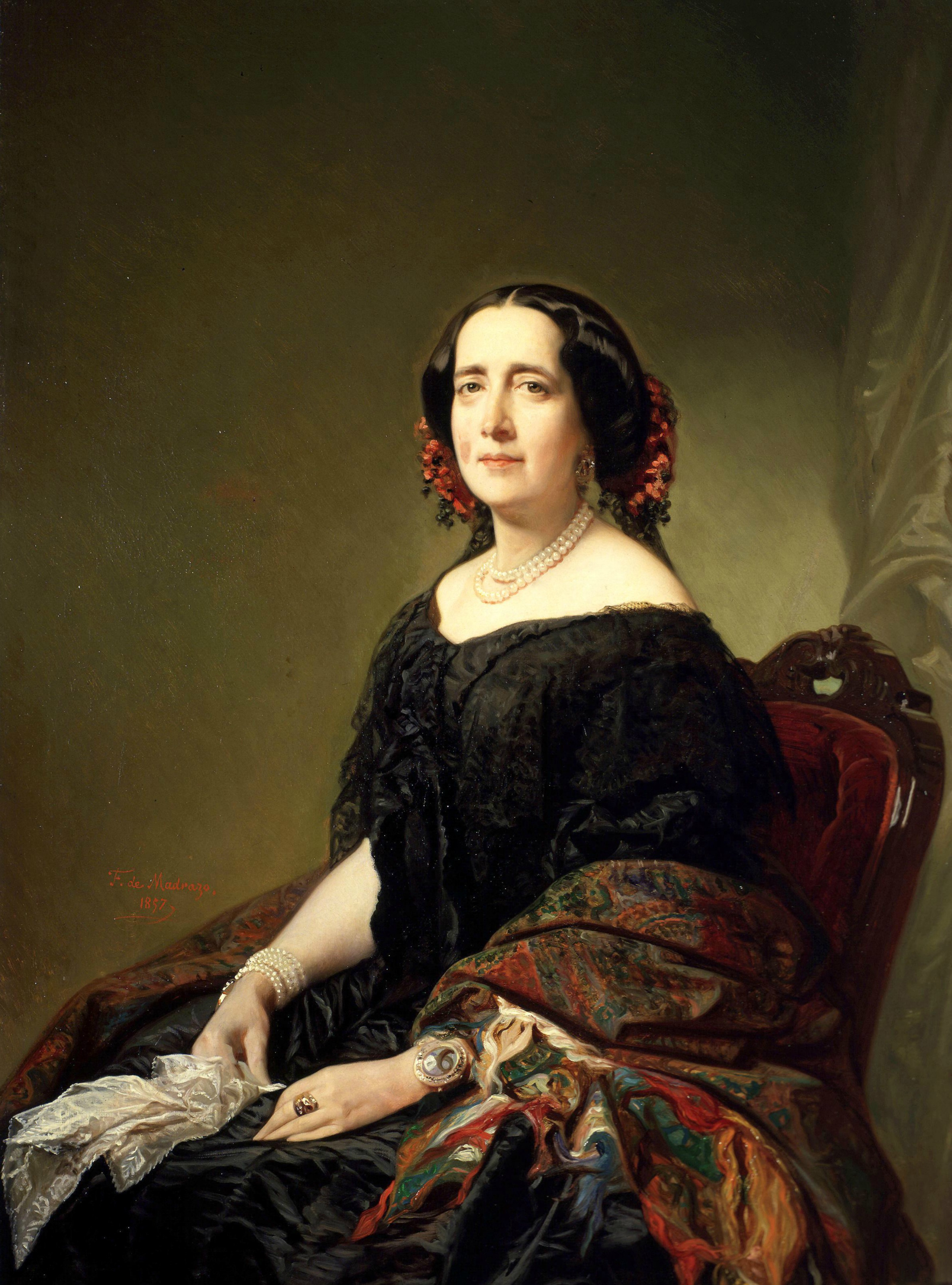
Gertrudis Gómez de Avellaneda (1857), Federico Madrazo

Gertrudis Gómez de Avellaneda y Arteaga (cunoscută și sub pseudonimul Peregrina) (n. 23 martie 1814 - d. 1 februarie 1873) a fost o poetă spaniolă de origine cubaneză.
În 1836 s-a stabilit la Madrid.
Lirica sa romantică, de mare sinceritate, fervoare și strălucire, cuprinde confesiuni, versuri patriotice și religioase și este dominată de o amplă gamă a sentimetului erotic: de la presimțirea iubirii până la paroxismul pasiunii și al suferinței.

## Opera
- 1841: Poeziile domnișoarei Da. Gertrudis Gómez de Avellaneda ("Poesías de la señorita Da. Gertrudis Gómez de Avellaneda")
- 1841: Sab, roman comparabil cu Coliba unchiului Tom
- 1844: Prințul de Viana ("El principe de Viana")
- 1849: Saúl
- 1858: Baltasar
- 1877: Poezii lirice ("Poesías liricas").